# Нидерсультсбак
Нидерсультсба́к (фр. Niedersoultzbach) — коммуна на северо-востоке Франции в регионе Гранд-Эст (бывший Эльзас — Шампань — Арденны — Лотарингия), департамент Нижний Рейн, округ Саверн, кантон Ингвиллер. До марта 2015 года коммуна административно входила в состав кантона Буксвиллер (округ Саверн).
Площадь коммуны — 4,19 км², население — 258 человек (2006) с тенденцией к стабилизации: 246 человек (2013), плотность населения — 58,7 чел/км².

## Население
Население коммуны в 2011 году составляло 250 человек, в 2012 году — 248 человек, а в 2013-м — 246 человек.
| 1962 | 1968 | 1975 | 1982 | 1990 | 1999 | 2006 | 2008 | 2011 | 2012 | 2013 |
| ---- | ---- | ---- | ---- | ---- | ---- | ---- | ---- | ---- | ---- | ---- |
| 223  | 209  | 209  | 215  | 253  | 272  | 258  | 254  | 250  | 248  | 246  |

Динамика населения:

## Экономика
В 2010 году из 164 человек трудоспособного возраста (от 15 до 64 лет) 132 были экономически активными, 32 — неактивными (показатель активности 80,5 %, в 1999 году — 73,8 %). Из 132 активных трудоспособных жителей работали 126 человек (72 мужчины и 54 женщины), 6 числились безработными (6 женщин). Среди 32 трудоспособных неактивных граждан 15 были учениками либо студентами, 10 — пенсионерами, а ещё 7 — были неактивны в силу других причин.